# 網切騒動
網切騒動（あみきりそうどう）は、安政2年（1855年）に蝦夷国江差港付近の小規模漁師が、鰊漁における大網使用の停止を求めて、西蝦夷地一帯の大網を切り破った騒動。

## 概要
松前藩では、水産資源保護や小規模漁民の生活維持を目的として鰊漁における大網使用を禁じていたが、実際には場所請負人を務める大商人や彼らに雇われた「二八取」と呼ばれる有力漁民の意向を受けて密かにこれを認め、その収益の一部を藩に納めさせることで藩財政の一助としてきた。
安政2年（1855年）春は異常な不漁で、江差周辺の漁民たちは藩に対して大網の禁止を徹底するように求めたが、藩の対応は十分なものとは言えなかった。これに憤慨した乙部・熊石の間の8か村の漁民たち500人が西蝦夷地各地の大網を破壊し、遂には江戸幕府の直轄地であった古平場所のものまで破壊してしまった。しかも、この直前の同年2月に漁民たちの住んでいた沿岸部を松前藩から江戸幕府に上知するとの合意が成立していたため、この事件の処理をどこが行うかが問題となった。まず、同年7月に松前藩が漁民の行動を非難しつつも元は場所請負人や「二八取」が大網禁止の規定に違反したからであるとして改めて大網の厳禁を命じた。ところが、場所請負人や「二八取」が支配の移管を見越して箱館奉行に訴え、同年12月に1年間限定で大網使用を認める許可を獲得した。
その後、箱館奉行は漁獲の維持・拡大を意図して場所請負人・「二八取」寄りの姿勢を示し、翌年には大網禁止を取りやめる代わりに大網を用いる場所請負人・「二八取」から大網1統につき3両を冥加金として徴収し、その2/3を米に換えて8か村の漁民の救済に充てることとした。だが、万延元年（1860年）には無条件で大網の使用を認めることとした。